# پرسیمون
پرسیمون (به انگلیسی: Persimmon) شرکت ساخت‌وساز انگلیسی است، که بخش عمدهٔ فعالیت‌های آن بر ساخت خانه و توسعه املاک مسکونی متمرکز می‌باشد.
شرکت پرسیمون در سال ۱۹۷۲ توسط دانکن دیویدسن تأسیس شد. این شرکت تا سال ۱۹۸۲ سالیانه ۱٫۰۰۰ خانه احداث می‌کرد. از اواسط دههٔ ۱۹۸۰ پرسیمون اقدام به خریداری و ادغام شرکت‌های بزرگ خانه‌سازی بریتانیا نمود و از این راه توسعه یافت. در سال ۱۹۸۸ هر ساله ۴ هزار خانه ساخته می‌شد، که این روند تا سال ۲۰۰۱ به ۱۲ هزار خانه در سال افزایش داشت.
در حال حاضر شرکت پرسیمون بزرگترین شرکت خانه‌سازی بریتانیا محسوب می‌شود. دفتر مرکزی این شرکت در شهر یورک، انگلستان قرار دارد و بخشی از سهام آن در بازار بورس لندن معامله می‌شود.